# Réserve naturelle de Pasvik
La réserve naturelle de Pasvik est une réserve naturelle, norvégienne et russe,située en partie dans la commune de Sør-Varanger dans le comté de Finnmark, et en partie dans l'oblast de Mourmansk en Russie. La section norvégienne a, depuis 1996, le statut de site ramsar, en raison de son importance pour les oiseaux migrateurs.
La réserve a été créée en 1993 afin de conserver une zone humide relativement intacte.  La partie norvégienne comprend 19,1 km2 dont 4,5 km2 d'eau douce tandis que la section russe représente 147,3 km2, dont 26,9 km2 d'eau douce. La réserve naturelle en Norvège est jouxtée au  parc national de Øvre Pasvik et à l'aire de protection du paysage de Øvre Pasvik. 
Alors que la plupart du Paatsjoki est régulé pour la production d'hydroélectricité, le fleuve est gardé intact dans la réserve ainsi que le lac Fjærvann, qui est situé au centre de la réserve. L'eau est peu profonde, a une végétation luxuriante et une présence importante d'oiseaux. Lac höyhenjärvi (fjærvann) ont luxuriante et dense végétation de  prêle des eaux, carex, roseau, et fourrés de saules et de bouleaux. En plus de la zone autour du lac, la réserve comprend du côté norvégien de grands marais tandis que du côté russe, il y a de grandes forêts de pins jusqu'à la ville de Nikel. 
Le Fjærvann est libre de glace au début du printemps et la fin de l'automne. Il est une halte importante pour de nombreux canards et échassiers qui nichent dans les marais et forêts dans la vallée de Pasvik. La réserve est également un point de passage vers l'ouest pour des espèces vivant à l'est tel que harle piette, chevalier arlequin, barge rousse et bécassine sourde.